# Edith Prock
Edith Prock (née le 5 décembre 1949 à Hienheim) est une chanteuse allemande.

## Biographie
Enfant, Edith Prock joue de l'accordéon et chante dans le chœur d'enfants de la Bayerischer Rundfunk. Après sa scolarité, elle fait une formation de secrétaire. Avec Claudia Schwarz et Renate Maurer, elle crée le trio The Munich Voices qui accompagne des chanteurs comme Audrey Landers. En 1981, Edith Prock publie son premier album solo sous le nom d'Edith-Maria. Cinq ans plus tard, le cithariste Alfons Bauer produit un disque où elle interprète des chansons folkloriques. Elle se fait connaître dans ce genre avec Hörst du die Glocken von Stella Maria lors du Grand Prix der Volksmusik 1989. L'année suivante, elle n'atteint cependant pas la finale.
Outre les mélodies folkloriques, Edith Prock chante aussi de la pop et du jazz ainsi que des titres classiques. Cette polyvalence lui permet d'aller au German Heritage Festival dans le New Jersey.

## Source de la traduction
- (de) Cet article est partiellement ou en totalité issu de l’article de Wikipédia en allemand intitulé « Edith Prock » (voir la liste des auteurs).